# Naracoorte (Australia Meridionale)
Naracoorte è una città dell'Australia Meridionale (Australia); essa si trova 330 chilometri a sud-est di Adelaide ed è la sede della Municipalità di Naracoorte Lucindale. Al censimento del 2006 contava 4.888 abitanti.